# Красный плакат

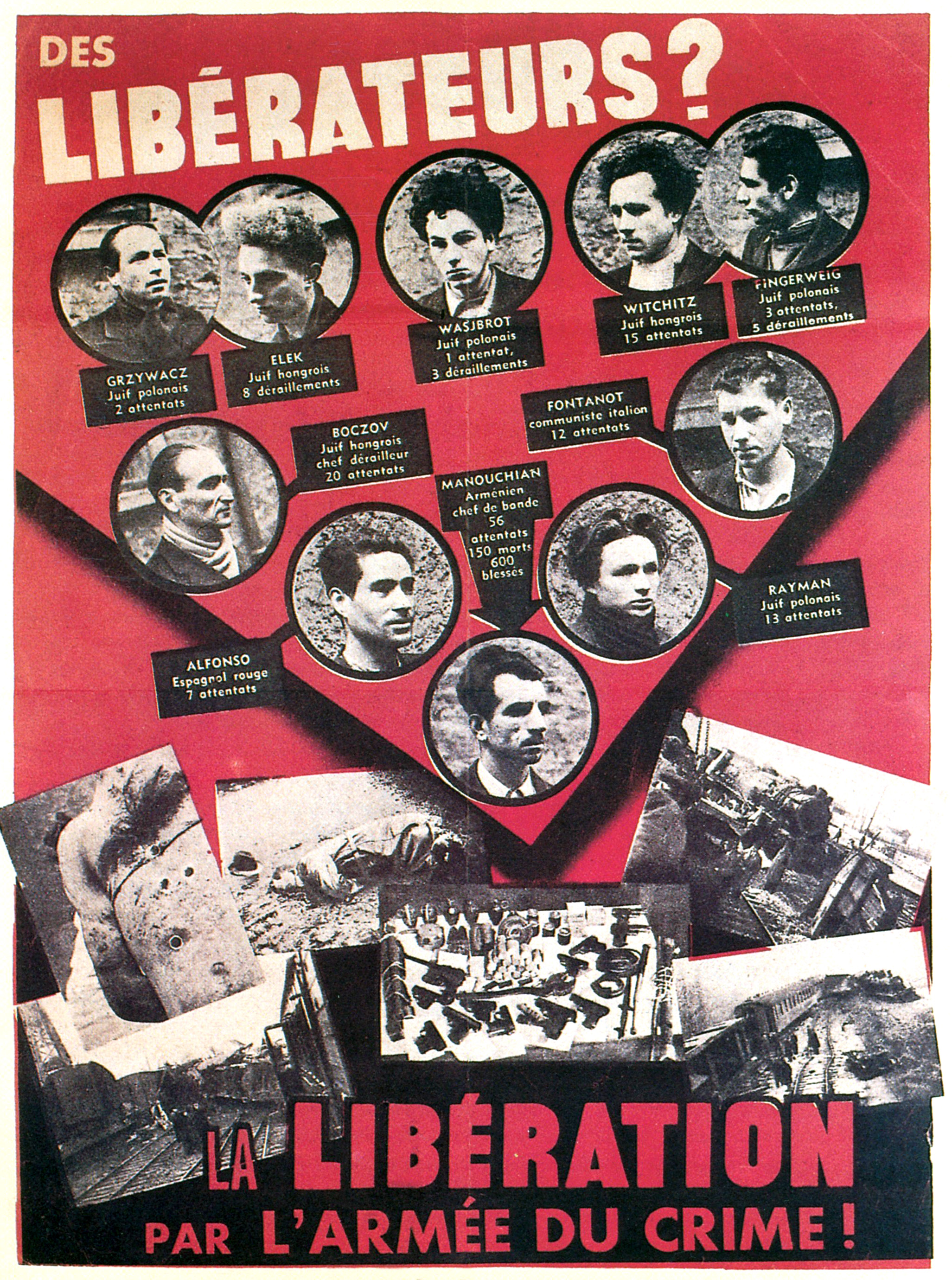
Кра́сный плака́т

Кра́сный плака́т (фр. Affiche rouge) — знаменитый пропагандистский плакат, выпущенный совместно немецкой администрацией и вишистским правительством весной 1944 года в оккупированном Париже для дискредитации участников Сопротивления из группы Манушяна. Термин «Красный плакат» также употребляется и в отношении всех событий вокруг этого дела.

## История
В середине ноября 1943 года французская полиция арестовала всех 23 членов Коммунистической партизанской боевой организации рабочих-иммигрантов, которая входила во французское движение Сопротивления. Группа называлась «Группа Манушяна» — в честь своего предводителя — Мисака Манушяна. Она входила в сеть, состоящую из 100 бойцов, которые были причастны почти ко всем вооруженным актам сопротивления в округе Парижа между мартом и ноябрем 1943 года.
Среди членов группы были восемь поляков, пять итальянцев, три венгра, двое армян, испанец, еврейка (Ольга Банчик), три француза, одиннадцать евреев:
- Селестино Альфонсо (Celestino Alfonso) — испанец;
- Ольга Банчик (Olga Bancic) — молдавская еврейка;
- Имре Бекеш Глас (Imre Békés Glasz) — венгерский еврей;
- Йожеф Бочов (József Boczov) — венгерский еврей;
- Вольф Вайсброт (Wolf Wajsbrot) — польский еврей;
- Роберт Вичиц (Robert Witchitz) — француз польского происхождения;
- Йонас Гедульдиг (Jonas Geduldig) — поляк;
- Леон Голдберг (Léon Goldberg) — польский еврей;
- Шломо Гживач (Szlama Grzywacz) — польский еврей;
- Рино Делла Негра (Rino Della Negra) — итальянец;
- Жорж Клоарек (Georges Cloarec) — француз;
- Станислав Кубацкий (Stanislas Kubacki) — поляк;
- Арпен Левитян (Arpen Levitian) — армянин;
- Чезаре Луччарини (Cesare Luccarini) — итальянец;
- Мисак Манушян (Missak Manouchian) — армянин;
- Марсель Райман (Marcel Rayman) — польский еврей;
- Рожер Руксель (Roger Rouxel) — француз;
- Антонио Сальвадори (Antonio Salvadori) — итальянец;
- Амадео Уссельо (Amadeo Usseglio) — итальянец;
- Морис Фингерцвейг (Maurice Fingercwajg) — польский еврей;
- Спартако Фонтано (Spartaco Fontano) — итальянец;
- Вилли Шапиро (Willy Szapiro) — польский еврей;
- Тамаш Элек (Tamás Elek) — венгерский еврей.

После трехмесячных пыток, все 23 участника сопротивления были осуждены немецким военным судом. В попытке опорочить движение Сопротивления, власти пригласили французских знаменитостей (из мира кино и других видов искусств) присутствовать на заседании суда, и тем самым поспособствовали широкому освещению события в СМИ. Члены «Группы Манушяна» были расстреляны в крепости Мон-Валерьен 21 февраля 1944 года. Единственная женщина в группе — Ольга Банчик, — которая в группе выполняла обязанности посланника, была вывезена в Штутгарт и казнена (обезглавлена топором в свой день рождения) отдельно 10 мая 1944 года.
Весною 1944 года нацистские власти запустили кампанию по дезинформации с целью дискредитировать «Группу Манушяна» и подавить гнев общества в связи с казнью членов группы. Основной акцент в этой кампании делался на плакат, который, из-за своего красного фона, стали называть «Красный Плакат». Было напечатано около 15000 копий плаката. Помимо этих плакатов, раздавались листовки, в которых говорилось, что движение Сопротивления состояло из иностранцев, евреев, безработных и преступников.
Несмотря на то, что целью плаката было выставить членов группы «террористами», кампания возымела обратный эффект, ещё раз напомнив об успехе людей, которых общество считало борцами за свободу. Согласно некоторым сведениям, сторонники группы под плакатами писали «Они умерли за Францию» (фр. Morts pour la France), а также возлагали под ними цветы.

## Наследие
В 1955 году Луи Арагон написал поэму Strophes pour se souvenir, увековечив в ней память «Группы Манушяна». Поэма была напечатана в 1956 году в Le roman inachevé, а затем была положена в основу песни L’Affiche rouge, которую спел Лео Ферре в 1959 году. Рубен Мелик и Поль Элюар также посвятили поэмы «Группе Манушяна».
Песня "Красный плакат" исполнялась 21 февраля в утреннем выпуске последних известий парижского радио в память о расстреле 23 антифашистов из группы Манушьяна 21 февраля 1944 года.
В 1997 году, по просьбе Роберта Бадинера, французский парламент разрешил установление монумента в память о казнях 1006 граждан и членов Французского движения Сопротивления, включая «Группу Манушяна», произошедших в крепости Мон-Валерьен между 1940 и 1944 годами. Скульптор Паскаль Конвер создал памятник, а премьер-министр Жан-Пьер Раффарен открыл его 20 сентября 2003 года.
Арсен Чакарян, последний выживший из «группы Мисака Манушяна», в возрасте 101 года скончался 4 августа 2018 года в больнице Поля Брусса в городе Вильжюиф, на юге Парижа. Его от казни спас французский полицейский, который помог ему скрыться. Переехав в Бордо, Чакарян продолжил участие в Сопротивлении вплоть до освобождения Франции от фашистской оккупации.

## Содержание плаката
- Сверху плаката крупными буквами написано:

- «Des libérateurs? La libération par l’armée du crime!» («Освободители? Освобождение армией преступников!»)

- Слева направо, и сверху вниз, были изображены личные фотографии следующих участников группы:

- GRZYWACZ: Juif polonais, 2 attentats (Польский еврей, 2 террористические атаки)
- ELEK: Juif hongrois, 5 déraillements (Венгерский еврей, 5 подрывов поездов)
- WASJBROT: Juif polonais, 1 attentat, 1 déraillement (Польский еврей, 1 террористическая атака, 1 подрыв поезда)
- WITCHITZ: Juif polonais, 15 attentats (Польский еврей, 15 террористических атак)
- FINGERCWAJG: Juif polonais, 3 attentats, 5 déraillements (Польский еврей, 3 террористические атаки, 5 подрывов поездов)
- BOCZOV: Juif hongrois, chef dérailleur, 20 attentats (Венгерский еврей, командующий операциями по подрыву поездов, 20 террористических атак)
- FONTANOT: Communiste italien, 12 attentats (Итальянский коммунист, 12 террористических атак)
- ALFONSO: Espagnol rouge, 2 attentats (Красный испанец, 2 террористические атаки)
- RAYMAN: Juif polonais, 13 attentats (Польский еврей, 13 террористических атак)
- MANOUCHIAN: Arménien, chef de bande, 56 attentats, 150 morts, 600 blessés (Армянин, руководитель банды, 56 террористических атак, 150 убитых, 600 раненых).

- В самом низу плаката содержатся изображения-фотографии следующего содержания:

- Правое плечо и правая грудь мертвеца, с пулевыми ранениями
- Мертвец, лежащий на земле
- Подорванный локомотив
- Подорванный поезд
- Разложенная на столе коллекция пистолетов, гранат, компонентов для изготовления бомб
- Еще один подорванный поезд